# 클라브디야 가듀치키나
클라브디야 미하일로브나 가듀치키나(러시아어: Кла́вдия Миха́йловна Гадю́чкина, 1910년 12월 5일~)는 러시아의 슈퍼센티네리언으로, 결혼 전 성은 크로토바(러시아어: Кро́това)이다. 2022년 11월 12일 니나 차겔리시빌리의 사망 이후 러시아 최고령자가 되었다.
| 이전 니나 차겔리시빌리 | 러시아 최고령자 2022년 11월 12일~ 현재 | 이후 (생존) |

## 같이 보기
- 최장수인
- 슈퍼센티네리언